# Filière (outil)
Pour les articles homonymes, voir Filière.

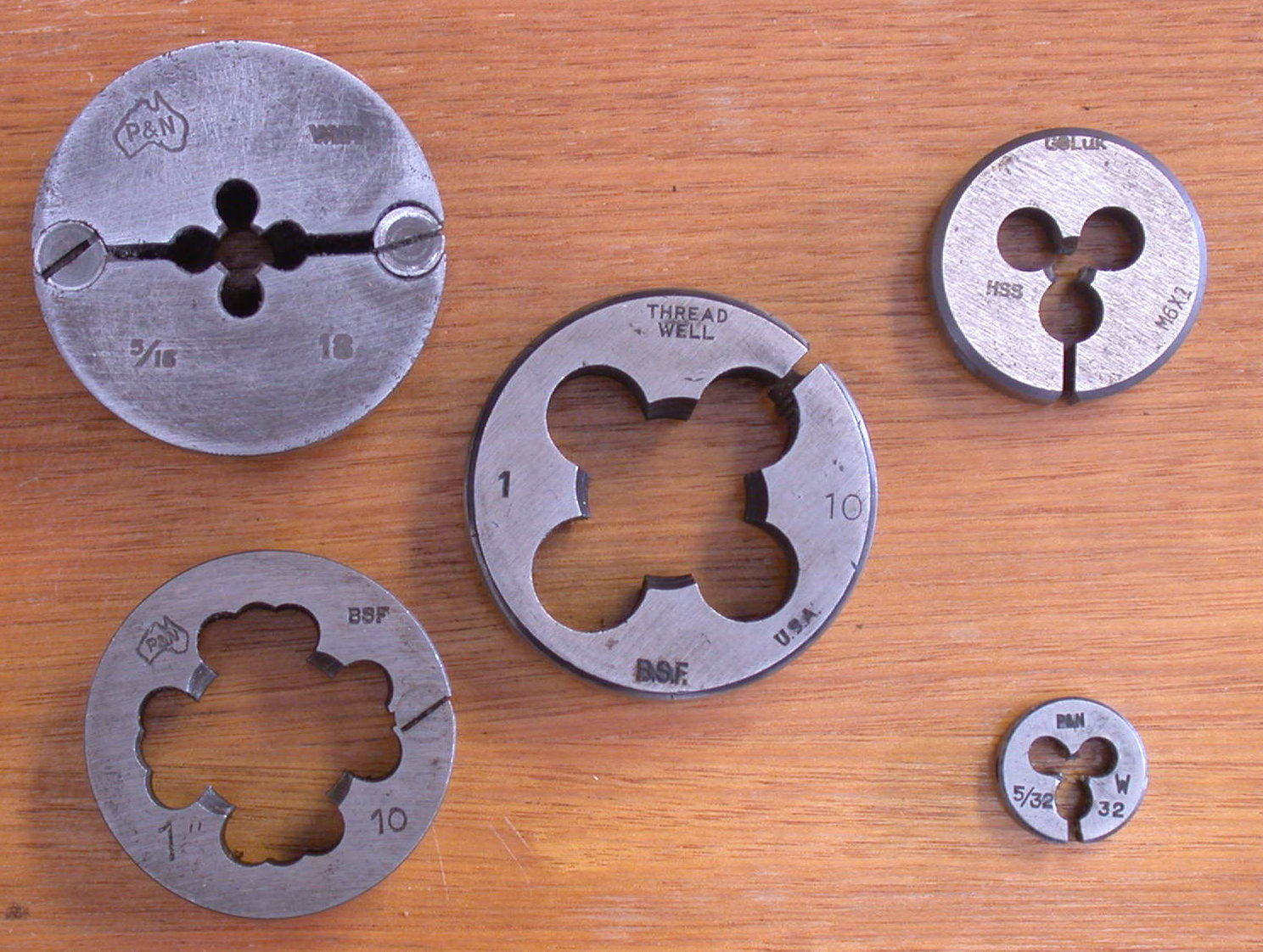
Vue de différentes sortes de filières.

Une filière est un outil utilisé pour réaliser un filetage ou filets sur une tige de matière variable (métal, plastique, bois, etc.) afin de réaliser une tige filetée. Une filière s'utilise avec un porte-filière.
Les filières manuelles sont généralement de forme cylindrique.  La dureté est adaptée au type de matériau à fileter. Les filières hexagonales sont conçues pour une reprise de filetage sur chantier.

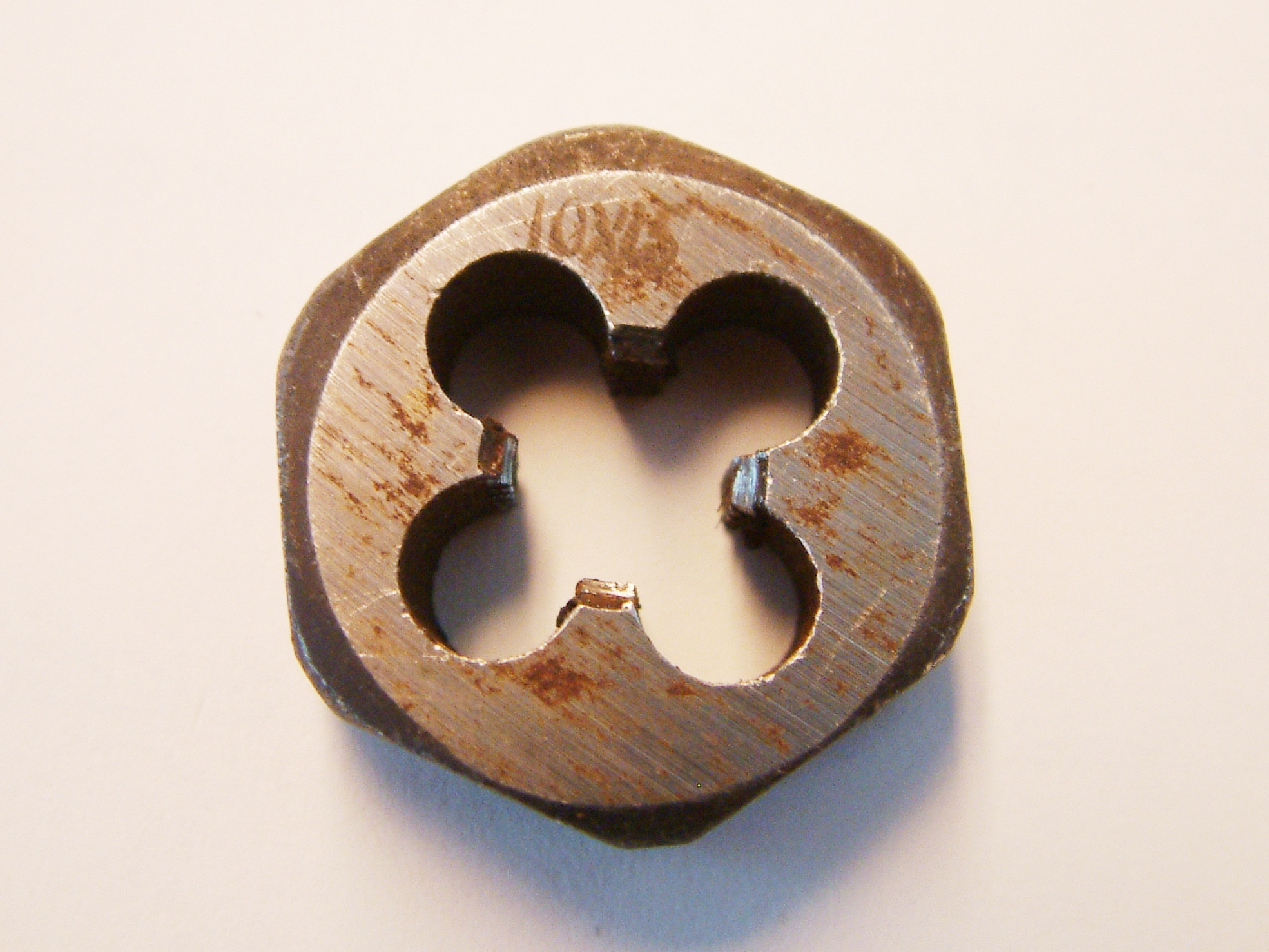
Une filière hexagonale

- La norme EN 24231 définit les caractéristiques de filières pour tuyauterie[1].
- La norme EN 22568 prévoit les dimensions des filières et portes filières d'usage manuel[2].

Les filières manuelles de forme C (cage ouverte) jusqu'au diamètre 10 mm, comporte une vis de réglage de l'écartement de la denture (réglage minime) permettant d’exécuter, si besoin, une vis ajustée au taraudage de l'écrou. La forme B (cage fermée) existe en différents diamètres.

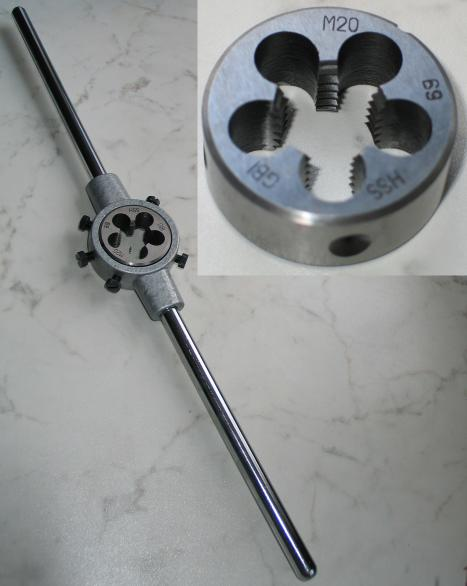
Filière métrique M20x2,5 forme B en acier rapide et son porte-filière

En filetage automatique, on fait appel à des machines spéciales munies de peignes ou de fraise au profil du filet.